# Kościół św. Franciszka z Asyżu w Łodzi (rzymskokatolicki)
Kościół świętego Franciszka z Asyżu w Łodzi – rzymskokatolicki kościół parafialny należący do parafii pod tym samym wezwaniem (dekanat Łódź-Retkinia-Ruda archidiecezji łódzkiej).

## Historia
Kamień węgielny pod budowę świątyni został poświęcony w dniu 27 września 1929 roku przez biskupa Wincentego Tymienieckiego. Kościół został zaprojektowany przez architekta Józefa Kabana, w stylu modernistycznym. Budowla jest trzynawowa i posiada wieżę wzniesioną w 1981 roku. Wolno stojąca dzwonnica powstała w 1988 roku. Świątynię konsekrował w dniu 9 października 1932 roku wspomiany wyżej biskup.
Do wyposażenia kościoła należą: ołtarz główny ozdobiony obrazem świętego Franciszka (jest to reprodukcja Murillo Uścisk), organy o 23 głosach, 3 dzwony o imionach: „Franciszek”, „Józef”, „Jan”. 42 witraże – zaprojektowane przez księdza T. Furdynę SDB i wykonane przez T. Żurawskiego, 4 żyrandole, umeblowanie świątyni (ławki, konfesjonały, chrzcielnica), na frontonie świątyni są umieszczone mozaiki św. Franciszka, św. Faustyny, św. Ojca Pio, Jana Pawła II, kardynała Stefana Wyszyńskiego.